# Crave
"Crave" é uma canção da cantora e compositora estadunidense Madonna e do rapper compatriota Swae Lee, lançada em 10 de maio de 2019, como o segundo single do décimo quarto álbum de estúdio de Madonna Madame X (2019). A faixa foi escrita por Madonna, Lee e Starrah, e produzida por Madonna, Billboard e Mike Dean.

## Antecedentes
Madonna declarou em uma entrevista nos bastidores do Billboard Music Awards de 2019 que "Crave" foi uma das primeiras canções que ela escreveu para o álbum, que a canção é sobre "desejo e anseio", e que ela queria cantá-la com um homem.
Sobre trabalhar com Swae Lee, Madonna disse: "Ele é realmente talentoso... Eu acho que ele é um grande compositor, um ótimo cantor e ele é tão fofo. Fofo é importante".

## Composição
"Crave" é uma balada dos gêneros pop
e trap, que conta com violão, batida de palmas, e vocais melancólicos de Madonna. Em uma entrevista de rádio com Mario Lopez, Madonna descreveu a canção como "cheia de angústia" e "correr atrás de alguém que está fugindo".

## Recepção crítica
A revista Rolling Stone chamou a canção de um "número pop sensual sobre ter fome de outra pessoa". El Hunt, da revista NME, comparou-a à musica tradicional de Lisboa, o fado, chamando-a de "um momento suave e discreto, que acena vagamente de volta à magoa de seu álbum de 1989, Like a Prayer, e ainda assim não soa nada como aquele álbum". Escrevendo para o site Idolator, Mike Wass sentiu que canção era "a terceira a (facilmente) mais comercial faixa de Madame X [...] uma batida sexy, de mid-tempo, ela evoca a era Hard Candy, mas o tom aqui é mais suave e mais romântico", por fim concluindo que "se as rádios não ignorassem toda a existência de Madonna, a canção soaria perfeita nas estações pop e rítmicas".
De acordo com Jeremy Helligar, da revista Variety, "o hip-hop de garota branca de 'Crave' não soaria deslocado no último álbum de Ariana Grande". Sal Cinquemani da revista Slant Magazine]] opinou que "quando Madonna não está cantando com o que soa como uma boca cheia de balas [em 'Crave'], a crueza de sua voz amplifica a nudez de suas letra". Chris DeVille, do site Stereogum, considerou-a "uma balada enevoada que faz Madonna imprimir emoção com o som de programação de bateria trap como a coisa mais natural do mundo". Do site Gay Star News, Jamie Tabberer foi mais crítico; "com guitarras sinuosas e rap suave de Swae Lee, essa ode lânguida ao amor obsessivo [...] é muito indistinta, e a entrega é insossa". Da mesma forma, Rich Juzwiak, da publicação Pitchfork, descreveu a canção como "uma tentativa nua de dar a Madonna sua própria 'We Belong Together'", denunciando sua performance como sendo "plana como uma negação".
Em uma crítica nada favorável em seu canal no YouTube, o crítico musical brasileiro Regis Tadeu, disse que a canção é "constrangedora". Julia Sabbaga do site Omelete, foi mais elogiosa, dizendo que Madonna trouxe o melhor da colaboração com  Swae Lee.

## Desempenho comercial
A canção alcançou seu maior estréia na tabela da Adult Contemporary da Billboard nos Estados Unidos, lançando no número 19 em 8 de junho. Tornou-se a 37a entrada na tabela e sua segunda aparição nesta década após "Ghosttown" em 2015, de seu décimo terceiro álbum de estúdio Rebel Heart. Na semana seguinte, a música subiu para o número 15, tornando-se a música "mais adicionada" da semana. Em seguida, ele subiu para o seu pico actual de 11, tornando-se o maior hit de Madonna na tabela AC desde "Frozen" em 1998. A canção também atingiu um pico de 34 na Adult Pop Songs dos EUA, tornando-se sua 21ª entrada na tabela e seu maior sucesso lá desde "Give Me All Your Luvin'" em 2012. "Crave" se tornou o recorde de Madonna, estendendo o 49º número um nas músicas da tabela Dance Club Songs em 16 de novembro.
O EP "Crave Remixes Pt.1" alcançou o número 49 nas tabelas do iTunes dos EUA e 41 no Reino Unido.

## Videoclipe
O videoclipe de "Crave", dirigido por Nuno Xico, estreou em 22 de maio de 2019. O vídeo começa com frases assombrosas, faladas por Madonna, sobre ela esperando por um amor amor não correspondido, um sentimento que ela descreve como perigoso. As cenas acontecem em um estacionamento vazio, e termina com Madonna e Swae Lee soltando pombas no terraço, e em seguida, estendendo as mãos, envoltas em feixes de eletricidade, um para o outro, 
reminiscente da pintura A Criação de Adão, de Michelangelo.

## Lista de faixas
| Streaming |                        |         |  |
| N.º       | Título                 | Duração |  |
| 1.        | "Crave" (com Swae Lee) | 3:21    |  |

| MNEK Remix |                                      |         |  |
| N.º        | Título                               | Duração |  |
| 1.         | "Crave" (MNEK remix) (with Swae Lee) | 3:34    |  |

| Crave Remixes, Pt. 1 |                                                  |         |  |
| N.º                  | Título                                           | Duração |  |
| 1.                   | "Crave" (Tracy Young Dangerous Remix)            | 4:47    |  |
| 2.                   | "Crave" (Tracy Young Dangerous Radio Edit)       | 3:23    |  |
| 3.                   | "Crave" (Benny Benassi & BB Team Extended Remix) | 4:51    |  |
| 4.                   | "Crave" (Benny Benassi & BB Team Radio Edit)     |         |  |
| 5.                   | "Crave" (RNG Club Remix)                         | 6:38    |  |
| 6.                   | "Crave" (Otto Benson Remix)                      | 4:22    |  |
| 7.                   | "Crave" (Twisted Dee & Diego Fernandez Remix)    | 7:17    |  |
| 8.                   | "Crave" (Dan De Leon & Anthony Griego Remix)     | 7:12    |  |

| Crave Remixes, Pt. 2 |                                             |         |  |
| N.º                  | Título                                      | Duração |  |
| 1.                   | "Crave" (Thomas Gold Extended Remix)        | 3:51    |  |
| 2.                   | "Crave" (DJLW Remix])                       | 6:17    |  |
| 3.                   | "Crave" (Boris Remix)                       | 7:59    |  |
| 4.                   | "Crave" (Mike Cruz Club Remix)              | 7:29    |  |
| 5.                   | "Crave" (Joe Gauthreaux & Leanh Radio Edit) | 3:10    |  |

## Desempenho nas tabelas musicais

### Tabelas semanais
| Tabela musical (2019)                    | Melhor posição |
| ---------------------------------------- | -------------- |
| China (Billboard China)                  | 22             |
| Escócia (OCC)                            | 64             |
| Estados Unidos (Adult Contemporary)      | 11             |
| Estados Unidos (Dance Club Songs)        | 1              |
| Estados Unidos (Adult Top 40)            | 34             |
| França (SNEP)                            | 23             |
| Hungria (Single Top 40)                  | 38             |
| Reino Unido (UK Singles Downloads Chart) | 49             |
| Suécia (Sverigetopplistan)               | 19             |

| Tabela musical (2019)               | Posição |
| ----------------------------------- | ------- |
| Estados Unidos (Adult Contemporary) | 32      |

## Histórico de lançamento
| Região | Data de lançamento | Formato(s)                   | Gravadora          |
| ------ | ------------------ | ---------------------------- | ------------------ |
| Mundo  | 10 de maio de 2019 | Download digital streaming   | Interscope Records |
| EUA    | 20 de maio de 2019 | Rádios adulto-contemporâneas | Interscope Records |